# Leopold av Bayern
Leopold Maximilian Joseph Maria Arnulf av Bayern, född den 9 februari 1846, död den 28 september 1930, var en bayersk prins.

## Biografi
Leopold var son till prinsregenten Luitpold av Bayern. Han gifte sig 1873 med ärkehertiginnan Gisela av Österrike.
Leopold blev officer vid infanteriet 1861, överste och regementschef vid artilleriet 1873, generalmajor 1875, general av kavalleriet 1887, generalöverste 1896 och generalfältmarskalk 1905. Han erhöll avsked 1913. Han deltog i Tyska enhetskriget och fransk-tyska kriget, var 1887–1892 chef för 1:a bayerska armékåren och från 1892 chef för 4:e arméinspektionen.
Efter första världskrigets utbrott kallades Leopold till chef för 9:e armén på östfronten och blev i augusti samma år chef för armégruppen Prinz Leopold von Bayern. I augusti 1916 efterträdde han Paul von Hindenburg som överbefälhavare på östfronten.